# Fläckvingad stare
Fläckvingad stare (Saroglossa spilopterus) är en asiatisk tätting i familjen starar som häckar vid Himalaya fot i Indien.

## Utseende och läte
Fläckvingad stare är en liten (19 cm), mestadels brunaktig stare med ljus iris. Hanen har svartaktig ögonmask, kastanjefärgad strupe och mörkfjällig, grå ovansida. Honan har brunare ovansida och gråbruna teckningar på strupe och bröst. På vingen syns en vit fläck som gett staren dess namn. Sången är en mix av torra och hårda, omusikaliska toner samt mera melodiösa inslag.

## Utbredning
Fläckvingad stare förekommer vid foten av Himalaya i norra Indien, från Himachal Pradesh och vidare söderut till Uttarakhand och norra Uttar Pradesh. Vintertid flyttar den österut till nordöstra Indien (Assam, Meghalaya, Nagaland, Manipur, Myanmar och västra Thailand. Den är fåtalig i västra Yunnan i södra Kina och förekommer möjligen inte längre i Bangladesh.

## Systematik
Fläckvingad stare placeras som enda art i släktet Saroglossa och behandlas som monotypisk, det vill säga att den inte delas in i några underarter. Fågeln tillhör en i övrigt enbart afrikansk grupp av starar, som domineras av glansstarar i släktet Lamprotornis. Den är systerart till den sydafrikanska vitvingade staren (Neocichla gutturalis).

## Levnadssätt
Fläckvingad stare förekommer i öppen skog, gläntor och vid skogskanter i kuperad terräng på 700 till 1000 meters höjd, lokalt till 2000 meter. Den är allätare som lever av frukt, insekter och nektar. Fågeln häckar monogamt mellan april och juni. Den bygger bo i trädhål, ofta ett använt barbetthål, sex till tio meter över marken.

## Status och hot
Arten har ett stort utbredningsområde och en stor population, men tros minska i antal på grund av habitatförstörelse och fragmentering, dock inte tillräckligt kraftigt för att den ska betraktas som hotad. Internationella naturvårdsunionen IUCN kategoriserar därför arten som livskraftig (LC). Världspopulationen har inte uppskattats men den beskrivs som ganska vanlig.